# Butch Paul
Arthur Stewart „Butch“ Paul (* 11. September 1943 in Rocky Mountain House, Alberta; † 25. März 1966 in Memphis, Tennessee, USA) war ein kanadischer Eishockeyspieler, der im Verlauf seiner aktiven Karriere zwischen 1961 und 1966 unter anderem drei Spiele für die Detroit Red Wings in der National Hockey League auf der Position des Centers bestritten hat. Hauptsächlich spielte Paul, der im Alter von 23 Jahren an den Folgen eines Verkehrsunfalls starb, jedoch in der Central Professional Hockey League.

## Karriere
Paul verbrachte zwischen 1961 und 1964 eine erfolgreiche Juniorenkarriere bei den Edmonton Oil Kings in der Central Alberta Hockey League. Mit der Mannschaft gewann er im Jahr 1963 den Memorial Cup und krönte sich damit zum besten Juniorenteam Kanadas. Zum Ende seiner Juniorenzeit debütierte der Stürmer im Frühjahr 1964 in der Central Professional Hockey League bei den Cincinnati Wings.
Mit Beginn der Saison 1964/65 stand Paul im Kader der Charlotte Checkers aus der Eastern Hockey League und war zudem parallel für die Pittsburgh Hornets aus der American Hockey League aktiv. Zudem kam er im Verlauf der Spielzeit zu drei Einsätzen bei den Detroit Red Wings aus der National Hockey League. Zum Spieljahr 1965/66 wechselte der Angreifer in die Central Professional Hockey League, wo er fortan für die Memphis Wings auf Torejagd ging.
Am 25. März 1966 – kurz vor dem Ende der regulären Saison – war Paul nach einem Spiel mit seiner Mannschaft in Memphis auf dem Heimweg in einen Verkehrsunfall verwickelt. Er verstarb nur wenig später im Alter von 23 Jahren an seinen Verletzungen, die er durch die Wucht des Aufpralls erlitten hatte.

## Erfolge und Auszeichnungen
- 1963 Memorial-Cup-Gewinn mit den Edmonton Oil Kings
- 1964 CAHL First All-Star Team

## Karrierestatistik
(Legende zur Spielerstatistik: Sp oder GP = absolvierte Spiele; T oder G = erzielte Tore; V oder A = erzielte Assists; Pkt oder Pts = erzielte Scorerpunkte; SM oder PIM = erhaltene Strafminuten; +/− = Plus/Minus-Bilanz; PP = erzielte Überzahltore; SH = erzielte Unterzahltore; GW = erzielte Siegtore; 1 Play-downs/Relegation; Kursiv: Statistik nicht vollständig)